# Jan Huber (Maler)
Jan Ulrich Huber (* 2. März 1938 in Potsdam; †  1. Dezember 2021 in Hamburg) war ein deutscher Maler und von 1980 bis 2003 Professor am Lehrstuhl für Gestaltung der HAW  Hamburg. Zu seinen bekanntesten Werken zählen seine Veduten der Berliner Stadtlandschaften. Seine Berliner Werke sind heute überwiegend in öffentlicher Hand, darunter u. a. im Neuer Berliner Kunstverein sowie in der Neue Gesellschaft für Bildende Kunst (NGBK). Neben seinem bildnerischen Tun verfasste der Künstler eine Vielzahl an Kurzgeschichten, Gedichten und balladesken Erzählungen.

## Leben
Bedingt durch die Kriegs- und Nachkriegswirren verbrachte Jan Huber seine Kindheit und frühe Jugend unter anderem in Berlin, Potsdam, Danzig, Dießen und später in Hamburg. Nach seiner Reifeprüfung arbeitete er auf verschiedenen Stückgutfrachtern, welche zwischen Europa und Afrika operierten.
Ab 1959 studierte Huber an der Hochschule für bildende Künste Hamburg (HbKH) bei Alfred Mahlau. Im Jahre 1960 wechselte er an die Hochschule für bildende Künste in Berlin (West), wo er Meisterschüler bei Wolf Hoffmann wurde.
Noch während seines Kunststudiums arbeitete Jan Huber als Schriftsteller und beteiligte sich unter anderem im Jahre 1963 am Literarischen Colloquium Berlin mit dem Roman „Das Gästehaus“. Um seine bildnerische und schriftstellerische Tätigkeit fortan zu trennen, veröffentlichte er seine Texte fast ausschließlich unter Pseudonymen. Erste Veröffentlichungen erfolgten vorwiegend im Bärmeier & Nikel Verlag, u. a. in der literarisch-satirischen Zeitschrift „pardon“.
Nach seinem Studienabschluss (1965) zog er nach London, wo er für die BBC als Journalist tätig wurde. 1969 entschied er sich, sein Leben vollends der Kunst zu verschreiben. Er kehrte nach West-Berlin zurück, wo er die Leitung der Druckwerkstatt des Berufsverbands bildender Künstler übernahm. Während seiner Berliner Zeit widmete sich der Künstler vorwiegend den ersichtlich stark durch den Krieg geprägten Berliner Stadtlandschaften. Es folgten eine Vielzahl an Ausstellungen im nationalen und internationalen Raum (u. a.in New York City (1969), Brewsbury (1969), Tel Aviv (1975), Ljubljana (1977), Helsinki (1978) etc.). Darüber hinaus erfolgte die regelmäßige Teilnahme an der „Freien Berliner Kunstausstellung“.
Ab 1980 übernahm Jan Huber eine Professur für figuratives Zeichnen und Druckgraphik am Fachbereich für Gestaltung der HAW (Hamburg), welche er bis 2003 ausübte. In Hamburg porträtierte der Künstler unter anderem die „Hamburger Stadtsoziologie“. Ein Großteil seiner Arbeiten widmete er dem damaligen Arbeiter- und Migrantenviertel Hamburg-Wilhelmsburg, welches gleichzeitig auch seine Wahlheimat wurde.
In den 1990er-Jahren folgten längere Naturstudien in Südfrankreich und an der schleswig-holsteinischen Nordseeküste. Es entstanden eine Vielzahl an Gouachen und Aquarellen. Ab 2004 folgten längere Studienaufenthalte in China, bei denen der Künstler die wirtschaftliche und gesellschaftliche Entwicklung sowie deren Umbrüche bildnerisch aufarbeitete und porträtierte.
Im Dezember 2021 verstarb er unerwartet im Alter von 83 Jahren. Er hinterließ drei Söhne und eine Tochter. Bis zuletzt war er künstlerisch tätig.